# Mylodontidae
Famille
Mylodontidae est une famille éteinte de paresseux terrestre (sous-ordre Folivora).

## Liste des genres
Selon The Paleobiology database :
- genre Analcitherium
- genre Elassotherium
- genre Glossotheridium
- genre Glossotheriopsis
- genre Mylodonopsis
- sous-famille Mylodontinae
  - genre Glossotherium
  - genre Kiyumylodon
  - genre Lestodon
  - genre Mylodon
  - genre Octodontotherium
  - genre Paramylodon
  - genre Pseudoprepotherium
  - genre Stenodon
- genre Nematherium
- genre Neonematherium
- genre Octomylodon
- genre Orophodon
- genre Scelidodon
- sous-famille Scelidotheriinae
  - genre Catonyx
  - genre Scelidotherium
  - genre Valgipes
- genre Sphenotherus
- genre Thinobadistes